# Acura ILX
Acura ILX – samochód osobowy klasy kompaktowej produkowany przez amerykański oddział Hondy, Acura od 23 kwietnia 2012 roku do 2023 roku. Pojazd zastąpił sprzedawany na kanadyjskim rynku model CSX oraz wszedł jako nowość na rynek amerykański. 

## Historia i opis modelu

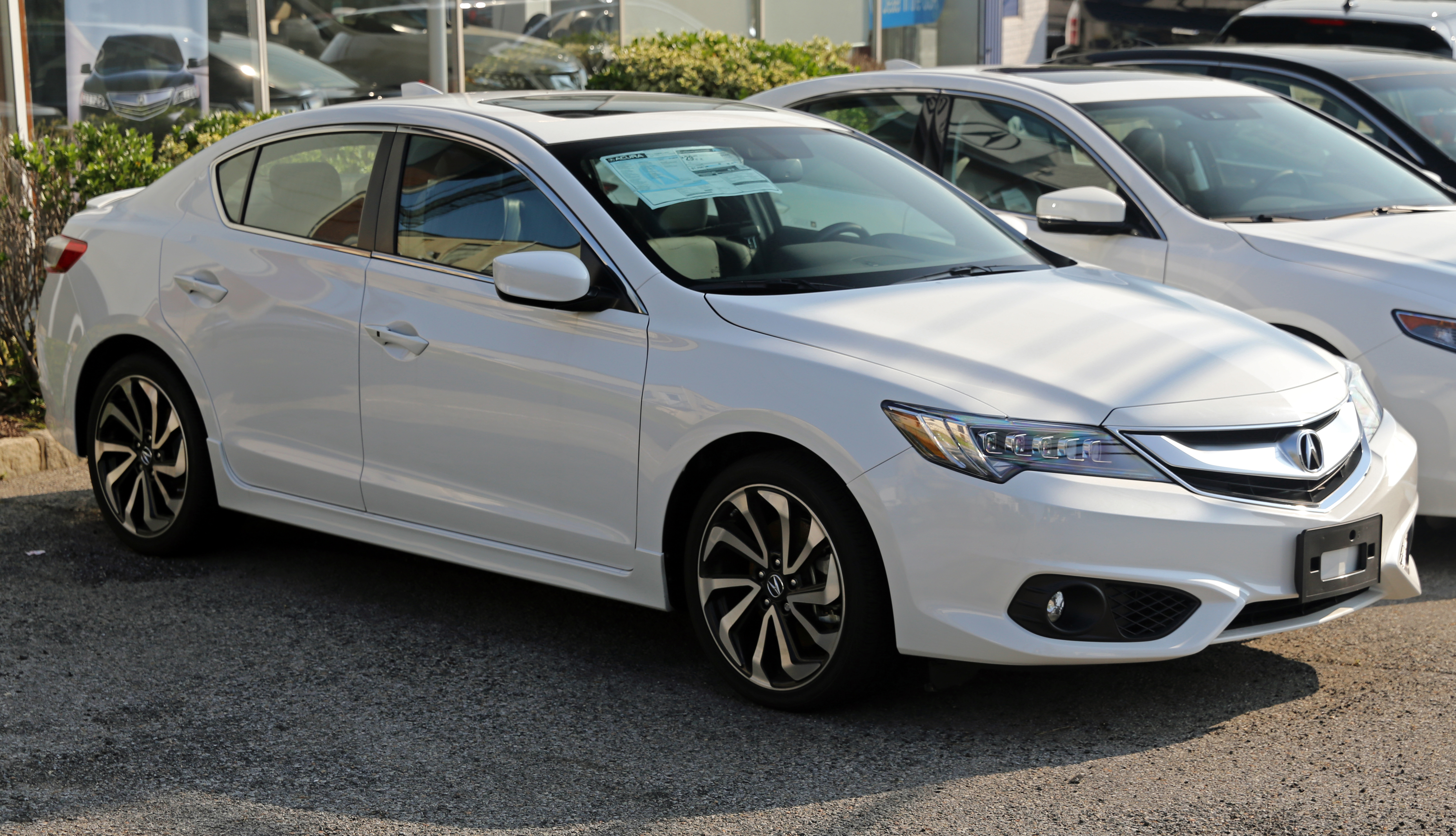
Acura ILX po liftingu

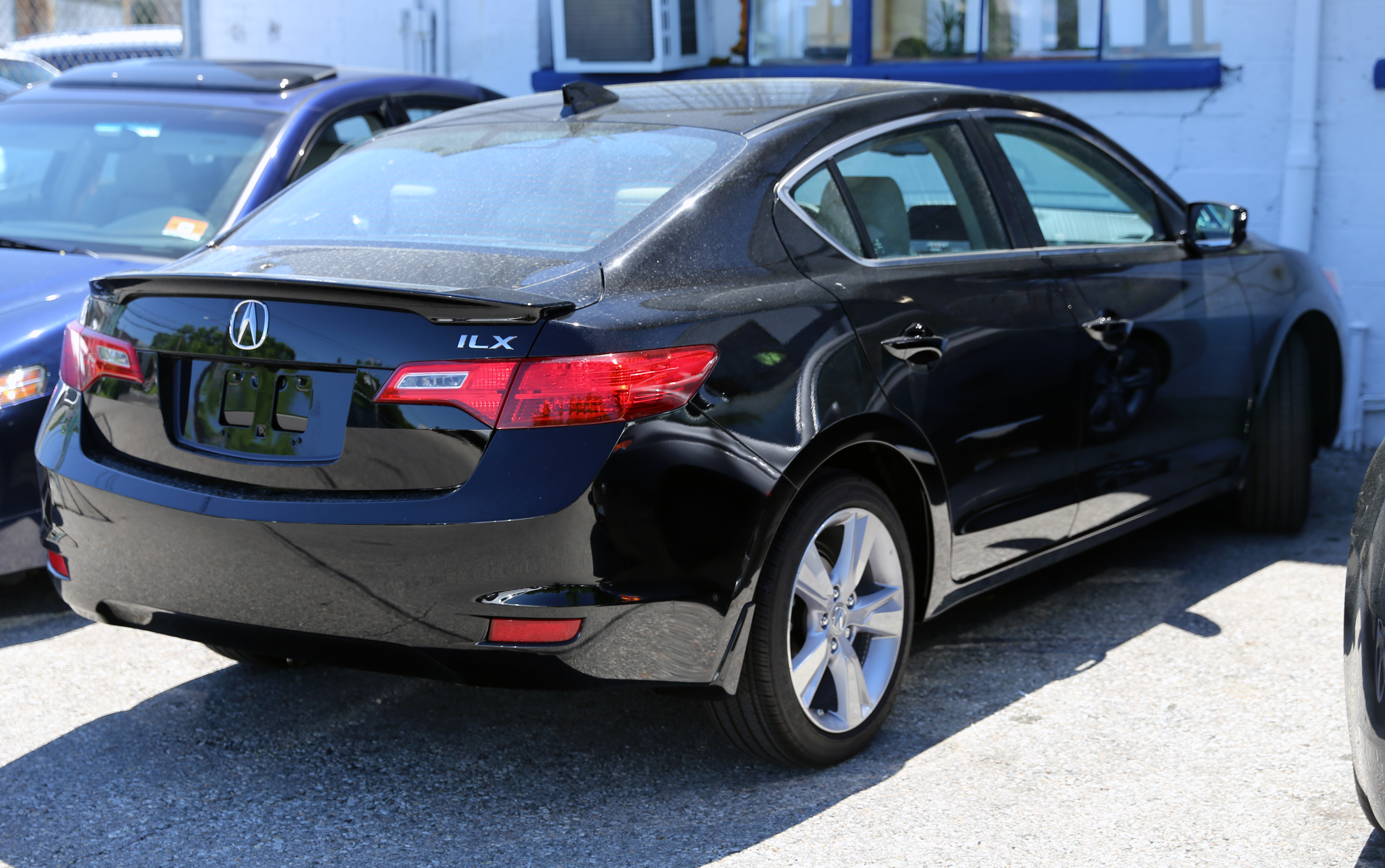
Tył Acury ILX przed liftingiem

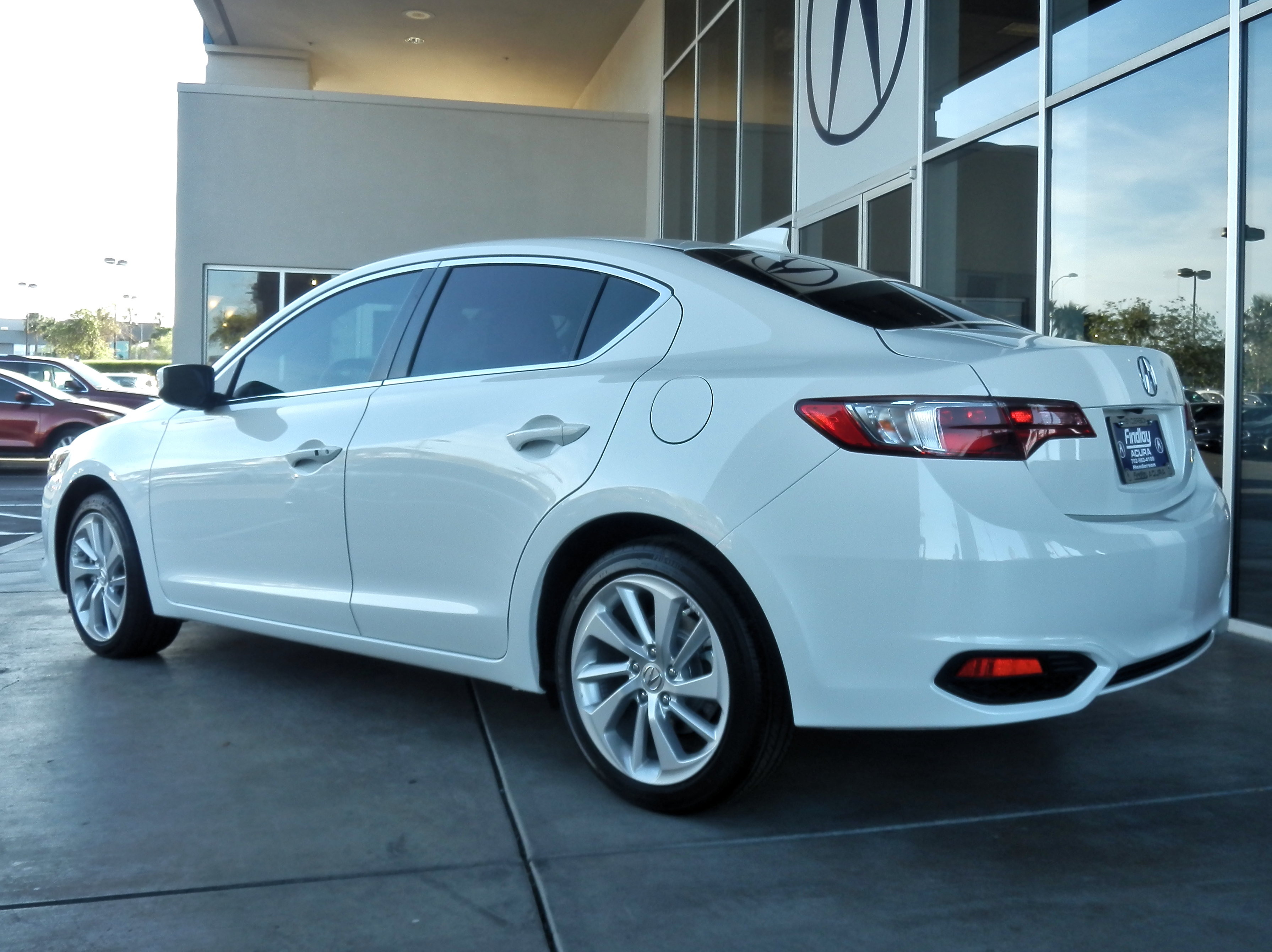
Acura ILX po liftingu

Samochód został po raz pierwszy zaprezentowany jako koncept podczas targów motoryzacyjnych w Detroit na początku 2012 roku. Produkcyjną wersję pojazdu zaprezentowano podczas targów motoryzacyjnych w Chicago w 2012 roku. Podobnie jak poprzednik, ILX oparty jest konstrukcyjnie na dziewiątej generacji Hondy Civic. Pojazd występuje także w wersji z napędem hybrydowym. 
Z powodu słabych wyników sprzedaży w 2013 roku auto przeszło delikatny lifting. Dodano m.in. skórzaną tapicerkę, elektrycznie regulowany w ośmiu płaszczyznach fotel kierowcy, 17-calowe alufelgi, podgrzewane przednie fotele, tylną kamerę oraz zmodyfikowany system audio.
Pakiety wyposażeniowe:
- Premium
- Technology

### Silniki
| Wersja             | Silnik:                                                | Układ zasilania:   | Moc maksymalna:                    | Maks. moment obrotowy           | 0-100 km/h:        | V-max:             | Śr. zuż. paliwa/100 km: |                    |
| Silniki benzynowe: | Silniki benzynowe:                                     | Silniki benzynowe: | Silniki benzynowe:                 | Silniki benzynowe:              | Silniki benzynowe: | Silniki benzynowe: | Silniki benzynowe:      | Silniki benzynowe: |
| ------------------ | ------------------------------------------------------ | ------------------ | ---------------------------------- | ------------------------------- | ------------------ | ------------------ | ----------------------- | ------------------ |
| 2.0                | R4 2.0 l (1997 cm³), DOHC, i-VTEC                      | wtrysk             | 152 KM (112 kW) przy 6500 obr./min | 190 N•m przy 4300 obr./min      | b/d                | b/d                | 8,4 l                   |                    |
| 2.4                | R4 2.4 l (2354 cm³), DOHC, i-VTEC                      | wtrysk             | 204 KM (154 kW) przy 7000 obr./min | 231 N•m przy 4400 obr./min      | b/d                | b/d                | 9,4 l                   |                    |
| Hybrid             | R4 1.5 l (1497 cm³), DOHC, i-VTEC + silnik elektryczny | wtrysk             | 113 KM (83 kW) przy 5500 obr./min  | 172 N•m przy 1000-3500 obr./min | b/d                | b/d                | 6,2 l                   |                    |